# Les Casseurs (film)
Pour les articles homonymes, voir Les Casseurs.
Les Casseurs (Breaker ! Breaker !), ou Truck, le justicier des routes, ou encore Driver! (en France) est un film américain réalisé par Don Hulette, sorti en 1977.

## Synopsis
J.D. est chauffeur de poids lourds. Il propose à son jeune frère, Billy, d'effectuer une livraison en camion. Plusieurs jours plus tard, Billy ayant mystérieusement disparu, J.D. se lance à la recherche de son frère. J.D. se retrouve ainsi dans un petit village, Texas-City, où tous les habitants, y compris le shérif, sont corrompus. J.D. devra donc se battre seul contre tous pour retrouver son frère.

## Fiche technique
- Titre original : Breaker ! Breaker !
- Réalisation : Don Hulette
- Pays d'origine : États-Unis
- Genre : action
- Durée : 87 minutes
- Date de sortie :
  -  États-Unis : 1er avril 1977
  -  France : 14 octobre 1981
- Disponible en DVD sous le titre "Breaker Breaker".
- Ressortie en DVD chez NORTH sous le titre "Truck".

## Distribution
- Chuck Norris (VF : Bernard Tiphaine) : John David 'J.D.' Dawes
- George Murdock (VF : Henry Djanik) : le juge Trimmings
- Terry O'Connor (VF : Anne Kerylen) : Arlene Trimmings
- Don Gentry : le sergent Strode
- John DiFusco (VF : Guy Chapellier) : Arney
- Ron Cedillos (VF : Gérard Hernandez) : Boles, le shérif-adjoint
- Michael Augenstein (VF : Bernard Jourdain) : Billy Dawes
- Dan Vandegrift (VF : Patrick Poivey) : Wilfred
- Douglas Stevenson : Drake
- Paul Kawecki (VF : Maurice Sarfati) : Wade
- Larry Feder (VF : José Luccioni (acteur)) : George
- Jack Nance (VF : Henri Labussière) : Burton
- David Bezar (VF : Jackie Berger) : Tony Trimmings
- Miranda Garrison : Barmaid
- Amelia Laurenson : Luana
- Deborah Shore (VF : Annie Balestra) : Pearl, la serveuse
- The Great John L. (VF : Jean Violette) : Kaminski